# 同盟路

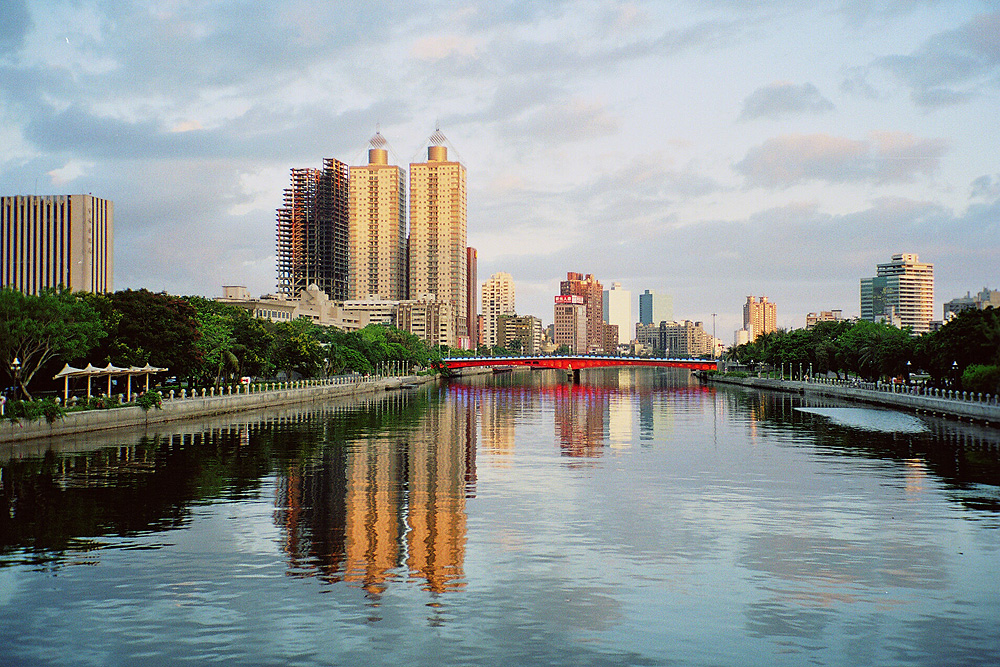
愛河在高雄市中心的河段。

同盟路（Tongmeng Rd.）為高雄市三民區的東西向主要道路，全線共分為三個部分，大部分路段沿著愛河行進。東起於民族一路口接建工路，西在中華路而轉為南向道路至建國三路止，下續接河東路。僅經三民一區，也是往來中都地區的重要道路。同盟三路地下道於2021年3月20日起進行填平工程，於2021年4月7日完工。

## 行經行政區域
- 三民區

## 分段
同盟路共分為三個部分：
- 同盟一路：東起於民族一路口接建工路，西於博愛一路口接同盟二路。
- 同盟二路：東於博愛一路口接同盟一路，西於中華路口接同盟三路轉南向。
- 同盟三路：北於中華路口接同盟二路轉東向，南止於建國三路口接河東路。

## 沿線設施
- 同盟一路
  - 寶珠溝
  - 安生公園
  - 三民一號公園
  - 同盟公園
  - 高雄醫學大學
  - 寶珠溝截流站(300號)
  - 高雄市政府警察局三民第一分局(367號)

- 同盟二路
  - 愛河之心
  - 三民親子公園
  - 光之塔
  - 高雄市客家文物館(215號)
    - 財團法人高雄市客家文化事務基金會

  - 高雄市政府客家事務委員會(217號)
  - 三民敦親公園
  - 愛河
- 同盟三路
  - 愛河
  - 願景橋
  - 中都溼地公園
  - 九如大橋
  - 高雄市水情中心(430號)
  - 中都橋
  - 高雄鐵路綠園道（鐵道三街）
  - 斜光橋(人行景觀橋)

## 公車資訊
- 同盟二路
  - 皇冠大車隊
    - 紅28 客家文物館－工博館－汾陽路口（部分班次延駛至察哈爾街口）

- 同盟三路
  - 港都客運
    - 紅27 捷運高雄車站－中都

  - 漢程客運
    - 168東 金獅湖站－金獅湖站
    - 168西 金獅湖站－金獅湖站

## 公共自行車
- 高雄市公共自行車租賃系統：
  - 同盟孝順街：同盟一路/孝順街口(西北側)
  - 高雄醫學大學：十全一路100號西北側
  - 同盟合江街口：同盟一路/合江街(東北側)
  - 同盟大連街：同盟一路/大連街口(西北側)
  - 博愛同盟路口：博愛一路/同盟一路口東北側
  - 同盟博愛路口：同盟二路33號(對面人行道)
  - 同盟興安街口：同盟二路/興安街(北側)
  - 客家文物館：同盟二路215號東北側
  - 同協同盟二路口：同協路/同盟二路(西南側)
  - 同盟十全路口：同盟三路/十全路口(東北側)
  - 中都聯合里民中心：同盟三路/九如三路(東南側)
  - 鐵道同盟三路口：鐵道三街/同盟三路(東北側)

## 相關連結
- 高雄市主要道路列表